# حباك أصفر
الحباك الأصفر (الاسم العلمي: Ploceus vitellinus) نوع من الطيور الصغيرة من فصيلة الحباك، متوطن في بنين، بوركينا فاسو، الكاميرون، جمهورية أفريقيا الوسطى، تشاد، جمهورية الكونغو الديمقراطية، إثيوبيا، غامبيا، غانا، غينيا، كينيا، مالي، موريتانيا، النيجر، نيجيريا، ساو توميه وبرينسيب، السنغال، الصومال، جنوب السودان، السودان، تنزانيا، توغو وأوغندا.